# Cheryl Miller (Basketballspielerin)

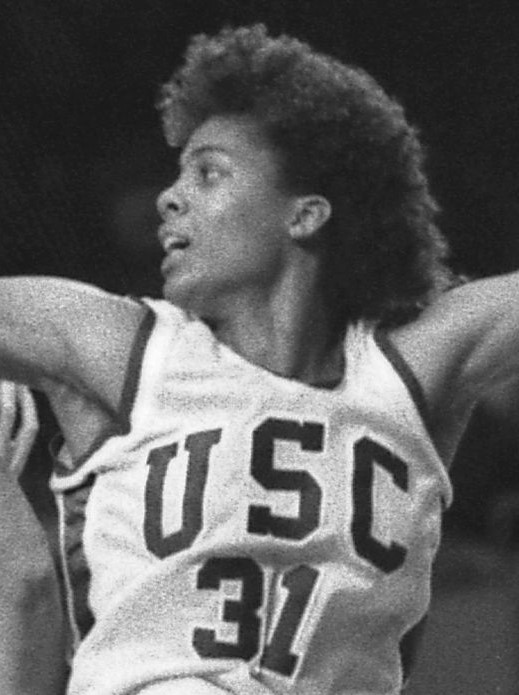
Cheryl Miller (1984)

Cheryl Miller (* 3. Januar 1964 in Riverside, Kalifornien) ist eine ehemalige US-amerikanische Basketballspielerin. Sie gilt als eine der besten Spielerinnen in der Geschichte des Frauenbasketballs. Miller ist 1,88 m groß und spielte auf der Position des Forwards. Ihr Bruder Reggie war ebenfalls ein sehr erfolgreicher Basketballspieler.

## Leben
Bereits während ihrer Highschoolzeit schrieb Miller Geschichte. Als erstem Basketballspieler (männlich oder weiblich) gelang es ihr, viermal ins Parade All-American Team gewählt zu werden. In ihren letzten beiden HS-Jahren, 1981 und 1982 wurde sie zur besten Highschool-Spielerin des Landes gewählt. Ihr Team verlor in vier Jahren von 136 Spielen nur vier. In einem Spiel 1982 erzielte Miller 105 Punkte. Insgesamt hatte sie einen Schnitt von 32,8 Punkten und 15 Rebounds pro Spiel.
An der University of Southern California gelang es Miller ebenfalls, in allen vier Jahren (1982–1986) ins All-American Team gewählt zu werden. Dreimal (1984–1986) wurde sie zur besten College-Spielerin des Landes gewählt. Die Sports Illustrated hielt sie 1986 sogar für den besten College-Spieler insgesamt, egal ob männlich oder weiblich. Die Mannschaft der USC Trojans gewann dank Miller 1983 und 1984 die NCAA Division I Basketball Championship.
Bei den Spielen der Olympiade 1984 war sie Teil der Damen-Basketballnationalmannschaft der Vereinigten Staaten, die souverän Gold gewann. Millers College-Karriere endete 1986, und da es keine Frauenliga gab (die WNBA wurde erst 1996 gegründet), gab es für sie keine Möglichkeit einer Profikarriere. Von 1997 bis 2000 versuchte sie sich schließlich als Trainerin des Phoenix Mercury in der Women’s National Basketball Association (WNBA).